# Stemonoporus canaliculatus
Stemonoporus canaliculatus är en tvåhjärtbladig växtart som beskrevs av Thw.. Stemonoporus canaliculatus ingår i släktet Stemonoporus och familjen Dipterocarpaceae. Inga underarter finns listade i Catalogue of Life.